# Dr. Hook and the Medicine Show
Dr. Hook and the Medicine Show est un groupe de musique américain, originaire de Union City, dans le New Jersey. Il mélange pop, country et de soft rock. Le groupe est formé en 1967 sous le nom The Chocolate Papers. Le groupe a connu un succès commercial considérable dans les années 1970 avec plusieurs tubes dont : Sylvia's Mother, The Cover of the Rolling Stone, A Little Bit More et When You're in Love with a Beautiful Woman. Outre leur répertoire, Dr. Hook and the Medicine Show a interprété les chansons écrites par le poète Shel Silverstein.
Mieux connu ensuite sous le nom Dr. Hook, le groupe s'est régulièrement retrouvé en tête du hit-parade pendant huit ans, aux États-Unis comme au Royaume-Uni, et a connu par la suite un succès encore plus grand grâce à un répertoire de chansons plus commerciales.

## Biographie

### Débuts
Trois amis sont à l'origine du groupe : George Cummings, Ray Sawyer et Billy Francis, qui se sont produits tout le long de la Côte Est et dans le Midwest, avant de finalement s’installer dans le New Jersey. Là-bas, ils recrutent leur futur chanteur Dennis Locorriere, et lorsqu’un propriétaire de club leur fait remarquer qu’il leur faut un nom à inscrire sur l'affiche de son établissement, Cummings écrit : « Dr. Hook and  the Medicine Show : Tonic for the Soul » (jusqu'à cette date Cummings, Sawyer, et Francis étaient connus sous le nom The Chocolate Papers). Le nom est inspiré des charlatans médecins qui sillonnaient les routes à l’époque du Far West dans des spectacles appelés « medicine shows ». Jusqu'à ce jour, Ray Sawyer est souvent confondu à tort avec Dr. Hook, à cause du bandeau qui cache son œil, à la suite d'un accident de voiture qui a failli lui être fatal en 1967 dans l'Oregon.
Le groupe joue pendant plusieurs années dans le New Jersey, d’abord avec le batteur Popeye Phillips (qui avait également été membre de « The Chocolate Papers »), et qui deviendra ensuite batteur de studio sur le premier album des The Flying Brothers, The Gilded Palace of Sin. Ne partageant plus les mêmes goûts musicaux, Popeye quitte le groupe et retourne chez lui en Alabama et est donc remplacé par un batteur local Joseph Olivier. Au moment où le groupe commence à enregistrer son premier album, Olivier quitte le groupe pour se consacrer à sa famille, et se fait remplacer par le musicien de studio, John « Jay » David, qui rejoindra définitivement le groupe en 1968.
En 1970, Ron Haffkine, directeur musical du  prochain film de Herb Gardner, Qui est Harry Kellerman ?, écoute leurs démos. Les chansons du film sont écrites par le dessinateur, poète et compositeur Shel Silverstein, qui décide que Dr. Hook est le groupe idéal pour la bande originale du film. Le groupe enregistre alors deux chansons pour le film : Locorriere interprète The Last Morning, la chanson générique du film, qui sera réenregistrée plus tard pour leur deuxième album Sloppy Seconds, et Bunky and Lucille, chanson interprétée par le groupe dans le film. Le film, sorti en 1971 par National General Pictures, reçoit un accueil mitigé de la part des critiques et connaît un succès modeste au box-office ; mais il offre, malgré tout, à Dr. Hook and The Medicine Show l’opportunité de signer son premier contrat avec une maison de disques.

### Succès
Clive Davis, directeur de CBS Records, rencontre le groupe lors d’un entretien qu’il mentionnera dans son autobiographie. Le batteur David battait la mesure sur une corbeille à papier, tandis que Sawyer, Locorriere et Cummings interprétaient quelques chansons et que Francis sautait et dansait sur le bureau du magnat de l'industrie du disque. Cet entretien leur permettra de signer leur premier contrat. À la suite de cela, le groupe connaitra ainsi un succès international pendant les douze années qui suivirent, avec Haffkine comme manager du groupe, et aussi comme producteur de tous leurs disques.
Leur premier album éponyme fait participer Locorriere au chant, à la guitare, à la basse et l’harmonica, le guitariste Cummings, le chanteur Sawyer, le batteur David et le chanteur/guitariste et joueur de synthétiseur Billy Francis. Il comprend aussi leur premier tube, Sylvia's Mother. Silverstein écrit des chansons pour la plupart de leurs premiers albums (et la totalité de leur deuxième album), telles que Freakin' at the Freaker's Ball, Sylvia's Mother, Everybody's Makin' It Big But Me, Penicillin Penny, The Ballad of Lucy Jordan, Carry Me Carrie, The Wonderful Soup Stone, et bien d'autres encore ; dont certaines d'entre elles sont coécrites avec Locorriere et/ou Sawyer.
La composition des membres de Medicine Show change encore plusieurs fois au cours des années suivantes. En 1972, le groupe accueille un nouveau bassiste, Jance Garfat, ainsi qu’un autre guitariste, Rik Elswit. Quand David quitte le groupe en 1973, il est remplacé par John Wolters. Le prochain à partir est l’un des membres fondateurs, Cummings, qui part en 1975 à la suite de désaccords personnels et musicaux, mais le groupe ne le remplacera pas tout de suite. Lorsque Elswit apprend qu'il est atteint d'un cancer deux ans après, le groupe engage Bob « Willard » Henke (ancien membre de Goose Creek Symphony). Elswit se rétablit et réintègre le groupe qui conserve, malgré tout, Henke pendant un moment. Quand Henke quitte le groupe en 1980, Rod Smarr les rejoint.
Leur deuxième single The Cover of the Rolling Stone, tiré de Sloppy Seconds, séduit de nombreux fans qui aiment leur attitude insolente et prestation sur scène. Ce succès permet au groupe de faire la couverture du magazine Rolling Stone, même s’il s’agit d’une caricature plutôt que d’une photo. La chanson se moquant de l'idée selon laquelle un musicien avait « réussi » s’il avait fait la couverture de Rolling Stone. Au Royaume-Uni, la BBC refuse de passer The Cover of the Rolling Stone, car la radio considérait que cette chanson faisait la promotion d'une marque, ce qui était contraire à la politique de la BBC. Selon Dennis Locorriere, certains DJ remplacent par Cover of the Radio Times à la place de Cover of the Rolling Stone pour échapper à cette interdiction.
Le prochain tube du groupe A Little Bit More, tiré de l'album éponyme sorti en 1976, est initialement écrit et interprété par Bobby Gosh. D'autres tubes de Dr. Hook se retrouvent aussi au hit-parade comme  Only Sixteen (à l'origine interprété par Sam Cooke) (6e position aux États-Unis), Sharing the Night Together (6e position), When You're in Love with a Beautiful Woman (6e position) et Sexy Eyes (5e position). À l'exception de A Little Bit More (11e position), tous les singles mentionnés ci-dessus se sont vendus à des millions d'exemplaires. When You're in Love with a Beautiful Woman est resté numéro un pendant plusieurs semaines en 1979 au Royaume-Uni. Le groupe effectue beaucoup de tournées, mais ne réussira jamais à transformer ces succès en ventes d'albums.

### Post-séparation
Sawyer quitte le groupe en 1983 dans le but de poursuivre une carrière solo, tandis que le groupe continue les tournées pendant encore deux ans. Ils terminent avec le Dr. Hook's One and Only Farewell Tour, avec Locorriere comme unique leader du groupe, puis se séparent en 1985.
En 1988, Sawyer part en tournée en tant que « Ray Sawyer of Dr. Hook », surnom qu’il change ensuite au profit de « Dr. Hook featuring Ray (Eye Patch) Sawyer ». Au début des années 2000, Billy Francis rejoint Sawyer pour quelques concerts. Locoriere s’installe à Nashville et écrit des chansons pour beaucoup d'autres artistes. En 1989, il effectue un one-man show au Lincoln Center, The Devil and Billy Markham, écrit par Silverstein. Depuis, Locorriere sortira deux albums solo (Out of the Dark en 2000 et One of the Lucky Ones en 2005), un CD live enregistré en 2004 (Live in Liverpool), un DVD concert (Alone with Dennis Locorriere) et a également fait une tournée en tant que Voix de Dr. Hook. (the Voice of Dr. Hook)
John Christian Wolters, batteur pour le groupe entre 1973 et 1982, est mort le 16 juin 1997 des suites d'un cancer du foie. Robert Jance Garfat, bassiste pour le groupe entre 1972 et 1985, est mort le 6 novembre 2006 dans un accident de moto.  Billy Francis, qui jouait du synthé pour le groupe, est décédé le 23 mai 2010 dans la clinique Glenwood Healthcare à Seymour, Missouri à l'âge de soixante-huit ans. Shel Silverstein, qui a écrit la plupart des chansons du groupe, est mort d'une crise cardiaque dans sa maison de Key West, le 10 mai 1999 à l'âge de soixante-huit ans.
Le 21 janvier 2007, Locorriere apparaît sur scène aux côtés de Pete Townshend, Bill Wyman, Steve Winwood, Joe Walsh, Paul Weller et Yusuf Islam, à l’occasion d’un concert caritatif, Dear Mr. Fantasy, à la mémoire de Jim Capaldi, membre du groupe Traffic, qui est mort en 2005. En mars 2007, Locorriere (et son groupe) entreprend la tournée Dennis Locorriere Celebrates Dr. Hook Hits and History Tour, afin de promouvoir la sortie du coffret CD/DVD Dr. Hook Hits and History. Un DVD live de la tournée sort en juillet 2007 et se place à la 10e position du hit-parade des DVD musicaux au Royaume-Uni. Au début de 2008, après avoir rencontré Wyman au concert Dear Mr Fantasy, Locorriere fait une tournée en tant que membre des Bill Wyman's Rhythm Kings, suivie de quelques tournées en solo, ce que Locorriere appelle ses concerts Alone With.
Le 15 mars 2010, le troisième album solo de Dennis Locorriere, Post Cool, sort sous le label Proper Records. À la fin 2015, Locorriere effectue une tournée baptisée Dr. Hook – Timeless Australian Tour en Australie.

## Membres
- Billy Francis - claviers (1967-1985) (décédé)
- Ray Sawyer - chant, guitare (1967-1984) (décédé)
- George Cummings - chant, guitare hawaïenne, chœurs (1967-1975)
- Popeye Phillips - batterie (1967-1968)
- Jimmy « Wolf Cub » Allen - basse (1967)
- Bobby Dimingus - batterie (1967)
- Dennis Locorriere - chant, guitare, basse, harmonica (1968-1985)
- Joseph Oliver - batterie (1968)
- John « Jay » David - batterie (1968-1973)
- Jance Garfat - basse (1972-1985) (décédé)
- Rik Elswit - guitare solo (1972-1985)
- John Wolters - batterie (1973-1982) (décédé)
- Bob « Willar » Henke - guitare (1976-1980)
- Rod Smarr - guitare (1980-1985) (décédé)
- Walter Hartman - batterie (1982-1985)

## Discographie

### Albums studio
| Année | Album                             | Meilleure position dans le hit-parade | Meilleure position dans le hit-parade | Meilleure position dans le hit-parade | Meilleure position dans le hit-parade |
| Année | Album                             | US                                    | US Country                            | CAN                                   | UK                                    |
| ----- | --------------------------------- | ------------------------------------- | ------------------------------------- | ------------------------------------- | ------------------------------------- |
| 1971  | Doctor Hook and the Medicine Show | 45                                    | —                                     | 38                                    | —                                     |
| 1972  | Sloppy Seconds                    | 41                                    | —                                     | 16                                    | —                                     |
| 1973  | Belly Up!                         | 141                                   | —                                     | —                                     | —                                     |
| 1975  | Ballad of Lucy Jordan             | —                                     | —                                     | —                                     | —                                     |
| 1975  | Bankrupt                          | 141                                   | —                                     | —                                     | —                                     |
| 1976  | A Little Bit More                 | 62                                    | 18                                    | 69                                    | 5                                     |
| 1977  | Makin' Love and Music             | —                                     | —                                     | —                                     | 39                                    |
| 1978  | Pleasure and Pain                 | 66                                    | 17                                    | 93                                    | 47                                    |
| 1979  | Sometimes You Win                 | 71                                    | —                                     | 59                                    | 14                                    |
| 1980  | Rising                            | 175                                   | —                                     | —                                     | 44                                    |
| 1982  | Players in the Dark               | 118                                   | —                                     | —                                     | —                                     |
| 1983  | Let Me Drink From Your Well       | —                                     | —                                     | —                                     | —                                     |

### Compilations et albums live
| Année | Album                                             | Meilleure position dans le hit-parade | Meilleure position dans le hit-parade | Meilleure position dans le hit-parade |
| Année | Album                                             | US                                    | CAN                                   | UK                                    |
| ----- | ------------------------------------------------- | ------------------------------------- | ------------------------------------- | ------------------------------------- |
| 1976  | Revisited (Best Of Dr. Hook)                      | —                                     | —                                     | —                                     |
| 1980  | Dr. Hook's Greatest Hits                          | 142                                   | 32                                    | 2                                     |
| 1981  | Live in the U.K.                                  | —                                     | —                                     | 90                                    |
| 1984  | The Rest Of Dr. Hook                              | —                                     | —                                     | —                                     |
| 1987  | Dr. Hook Greatest Hits (And More)                 | —                                     | —                                     | —                                     |
| 1992  | Completely Hooked - The Best of Dr. Hook          | —                                     | —                                     | 3                                     |
| 1995  | Dr. Hook and the Medicine Show - Greatest Hits    | —                                     | —                                     | —                                     |
| 1996  | Sharing The Night Together - The Best Of Dr. Hook | —                                     | —                                     | —                                     |
| 1999  | Love Songs                                        | —                                     | —                                     | 8                                     |
| 2007  | Hits and History                                  | —                                     | —                                     | 14                                    |

### Singles
| Année | Titre                                      | Meilleure position dans le hit-parade | Meilleure position dans le hit-parade | Meilleure position dans le hit-parade | Meilleure position dans le hit-parade | Meilleure position dans le hit-parade | Meilleure position dans le hit-parade | Meilleure position dans le hit-parade | Album                             |
| Année | Titre                                      | US                                    | US Country                            | US AC                                 | CAN                                   | CAN Country                           | CAN AC                                | UK                                    | Album                             |
| ----- | ------------------------------------------ | ------------------------------------- | ------------------------------------- | ------------------------------------- | ------------------------------------- | ------------------------------------- | ------------------------------------- | ------------------------------------- | --------------------------------- |
| 1972  | Sylvia's Mother                            | 5                                     | —                                     | —                                     | 2                                     | —                                     | —                                     | 2                                     | Doctor Hook and the Medicine Show |
| 1972  | Carry Me, Carrie                           | 71                                    | —                                     | —                                     | 82                                    | —                                     | —                                     | —                                     | Sloppy Seconds                    |
| 1972  | The Cover of the Rolling Stone             | 6                                     | —                                     | —                                     | 2                                     | —                                     | —                                     | —                                     | Sloppy Seconds                    |
| 1973  | Roland the Roadie and Gertrude the Groupie | 83                                    | —                                     | —                                     | 74                                    | —                                     | —                                     | —                                     | Belly Up!                         |
| 1973  | Life Ain't Easy                            | 68                                    | —                                     | —                                     | —                                     | —                                     | —                                     | —                                     | Belly Up!                         |
| 1975  | The Millionaire                            | 95                                    | —                                     | —                                     | —                                     | —                                     | —                                     | —                                     | Bankrupt                          |
| 1976  | Only Sixteen                               | 6                                     | 55                                    | 14                                    | 3                                     | —                                     | 9                                     | —                                     | Bankrupt                          |
| 1976  | A Little Bit More                          | 11                                    | —                                     | 15                                    | 4                                     | —                                     | 6                                     | 2                                     | A Little Bit More                 |
| 1976  | A Couple More Years                        | —                                     | 51                                    | —                                     | —                                     | —                                     | —                                     | —                                     | A Little Bit More                 |
| 1976  | If Not You                                 | 55                                    | 26                                    | 21                                    | 56                                    | —                                     | 9                                     | 5                                     | A Little Bit More                 |
| 1977  | Walk Right In                              | 46                                    | 92                                    | 39                                    | 77                                    | —                                     | 30                                    | —                                     | Makin' Love and Music             |
| 1978  | More Like the Movies                       | —                                     | —                                     | —                                     | —                                     | —                                     | —                                     | 14                                    | A Little Bit More                 |
| 1978  | Sharing the Night Together                 | 6                                     | 50                                    | 18                                    | 3                                     | 40                                    | 4                                     | 43                                    | Pleasure and Pain                 |
| 1979  | All the Time in the World                  | 54                                    | 82                                    | 41                                    | 60                                    | 64                                    | 12                                    | —                                     | Pleasure and Pain                 |
| 1979  | When You're in Love with a Beautiful Woman | 6                                     | 68                                    | 5                                     | 4                                     | 22                                    | 7                                     | 1                                     | Pleasure and Pain                 |
| 1979  | Better Love Next Time                      | 12                                    | 91                                    | 3                                     | 39                                    | —                                     | 10                                    | 8                                     | Sometimes You Win                 |
| 1980  | Sexy Eyes                                  | 5                                     | —                                     | 6                                     | 8                                     | —                                     | 1                                     | 4                                     | Sometimes You Win                 |
| 1980  | Years From Now                             | 51                                    | —                                     | 17                                    | 63                                    | —                                     | 3                                     | 47                                    | Sometimes You Win                 |
| 1980  | Girls Can Get It                           | 34                                    | —                                     | —                                     | —                                     | —                                     | —                                     | 40                                    | Rising                            |
| 1981  | That Didn't Hurt Too Bad                   | 69                                    | —                                     | —                                     | —                                     | —                                     | —                                     | —                                     | Rising                            |
| 1982  | Baby Makes Her Blue Jeans Talk             | 25                                    | —                                     | —                                     | 17                                    | —                                     | —                                     | —                                     | Players in the Dark               |
| 1982  | Loveline                                   | 60                                    | —                                     | 19                                    | —                                     | —                                     | —                                     | —                                     | Players in the Dark               |